# Giffaumont-Champaubert
Giffaumont-Champaubert is een gemeente in het Franse departement Marne in de regio Grand Est en telt 254 inwoners (2004). De gemeente maakt deel uit van het arrondissement Vitry-le-François. De Sint-Maria Magdalenakerk stamt uit de twaalfde eeuw.

## Geschiedenis
In 1968 werd Chantecoq opgenomen in de gemeente Giffaumont. In 1971 fuseere de gemeente met Champaubert-aux-Bois en werd naam van de gemeente aangepast naar Giffaumont-Champaubert. Champaubert-aux-Bois en Chantecoq zijn in 1974 verdwenen bij de aanleg van het Lac du Der-Chantecoq.

## Geografie
De oppervlakte van Giffaumont-Champaubert bedraagt 28,4 km², de bevolkingsdichtheid is 8,9 inwoners per km².
De onderstaande kaart toont de ligging van Giffaumont-Champaubert met de belangrijkste infrastructuur en aangrenzende gemeenten.

## Demografie
Onderstaande figuur toont het verloop van het inwonertal.